# Плая-Хирон
Пла́я-Хиро́н (исп. Playa Girón) — пляж на южном побережье Кубы в бухте Кочинос (исп. Bahía de Cochinos) неподалёку от посёлка Хирон. Известен прежде всего событиями 17 апреля 1961 года, также именуемыми операцией в заливе Свиней, — подготовленной ЦРУ высадкой вооружённого десанта с целью свержения правительства Фиделя Кастро.

### Галерея, музей

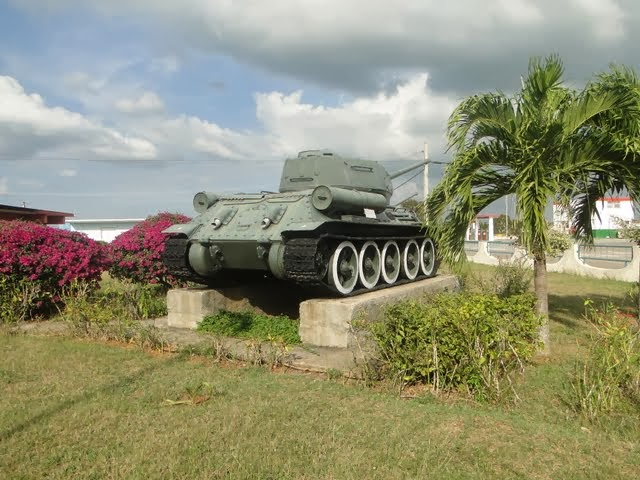
Средний танк Т-34-85
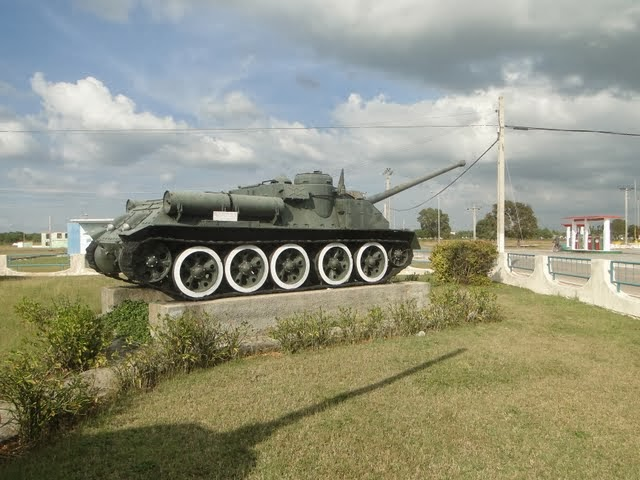
Противотанковая самоходка СУ-100
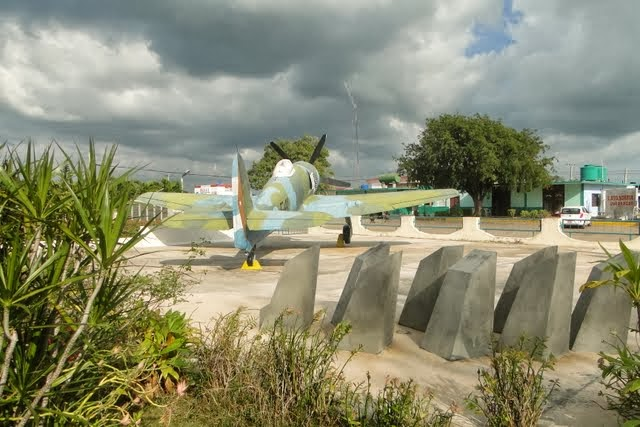
Многоцелевой истребитель кубинских ВВС английского производства Хоукер «Си Фьюри», осуществлявший штурмовку десантных кораблей эскадры вторжения.
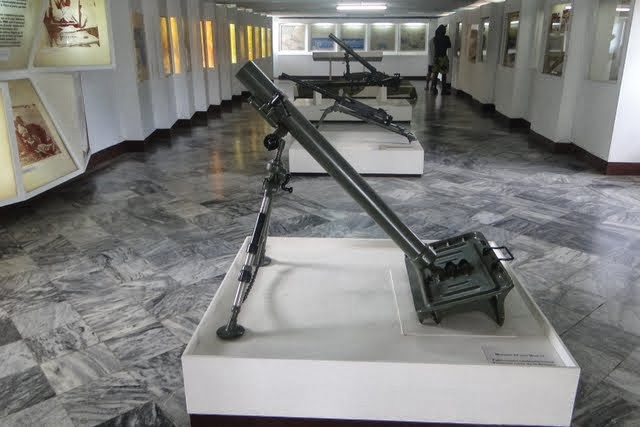
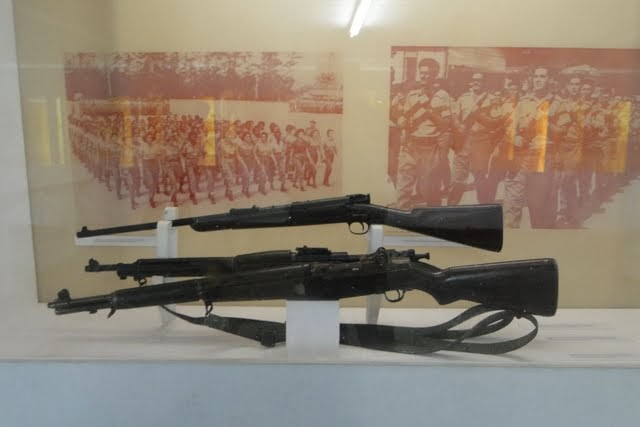
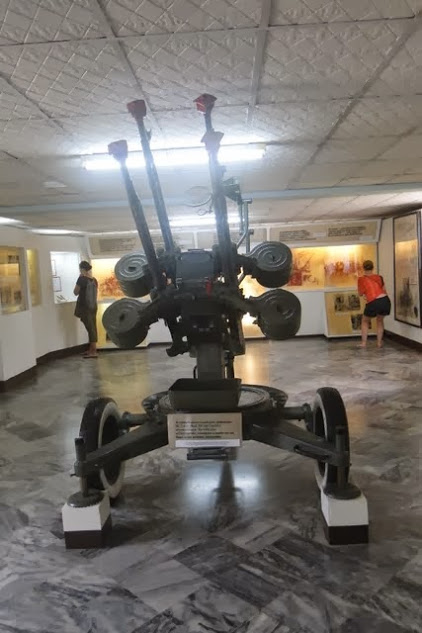
Зенитная установка vz. 53, производства ЧССР, состоящая из 4 крупнокалиберных пулемётов ДШКМ.